# Pablo Mastroeni
Pablo Andrés Mastroeni (Mendoza, 29 agosto 1976) è un allenatore di calcio, dirigente sportivo ed ex calciatore argentino naturalizzato statunitense, di ruolo centrocampista, tecnico del Real Salt Lake.

## Carriera

### Club
Nato in Argentina si è trasferito negli Stati Uniti all'età di 4 anni.
Iniziò la sua carriera alla North Carolina State University (1994-1997), per diventare professionista con i Miami Fusion nel 1998; vi giocò quattro stagioni, diventando titolare alla seconda e venendo scelto come MLS Best XI nel 2001. Alla fine sella stagione, con la chiusura della franchigia, diventato prima scelta al 2002 MLS Allocation Draft, passò al Colorado Rapids; il 28 ottobre 2010 ha segnato il primo gol nei playoff, contro i Columbus Crew.

### Nazionale
Con la Nazionale statunitense ha debuttato il 7 giugno 2001 contro l'Ecuador diventandone capitano il 7 febbraio 2007, in occasione di un'amichevole contro la nazionale messicana.
Ha partecipato ai Mondiali di Giappone e Corea 2002 e Germania 2006 oltre alla Confederations Cup 2003 e a 3 edizioni della CONCACAF Gold Cup, tutte e 3 vittoriose. Ha però saltato il Mondiale sudafricano del 2010. Il 17 giugno 2006, durante la sfida contro la nazionale italiana valevole per la fase finale dei mondiali svoltisi in Germania, fu espulso nel corso del primo tempo per un fallo ricevette una squalifica per tre gare, costringendolo a saltare l'ultima gara dei mondiali del 2006 e le prime due gare della Gold Cup del 2007.

## Statistiche

### Statistiche da allenatore
| Stagione               | Squadra                | Campionato             | Campionato | Campionato | Campionato | Campionato | Coppe nazionali | Coppe nazionali | Coppe nazionali | Coppe nazionali | Coppe nazionali | Coppe continentali | Coppe continentali | Coppe continentali | Coppe continentali | Coppe continentali | Altre coppe | Altre coppe | Altre coppe | Altre coppe | Altre coppe | Totale | Totale | Totale | Totale | % Vittorie | Piazzamento |
| Stagione               | Squadra                | Comp                   | G          | V          | N          | P          | Comp            | G               | V               | N               | P               | Comp               | G                  | V                  | N                  | P                  | Comp        | G           | V           | N           | P           | G      | V      | N      | P      | %          | Piazzamento |
| ---------------------- | ---------------------- | ---------------------- | ---------- | ---------- | ---------- | ---------- | --------------- | --------------- | --------------- | --------------- | --------------- | ------------------ | ------------------ | ------------------ | ------------------ | ------------------ | ----------- | ----------- | ----------- | ----------- | ----------- | ------ | ------ | ------ | ------ | ---------- | ----------- |
| 2014                   | Colorado Rapids        | MLS                    | 34         | 8          | 8          | 18         | USOC            | 2               | 1               | 0               | 1               | -                  | -                  | -                  | -                  | -                  | -           | -           | -           | -           | -           | 36     | 9      | 8      | 19     | 25,00      | 17°         |
| 2015                   | Colorado Rapids        | MLS                    | 34         | 9          | 10         | 15         | USOC            | 2               | 1               | 0               | 1               | -                  | -                  | -                  | -                  | -                  | -           | -           | -           | -           | -           | 36     | 10     | 10     | 16     | 27,78      | 19°         |
| 2016                   | Colorado Rapids        | MLS                    | 34+4       | 15+1       | 13         | 6+3        | USOC            | 2               | 1               | 0               | 1               | -                  | -                  | -                  | -                  | -                  | -           | -           | -           | -           | -           | 40     | 17     | 13     | 10     | 42,50      | 2°          |
| 2017                   | Colorado Rapids        | MLS                    | 22         | 6          | 4          | 12         | USOC            | 2               | 1               | 0               | 1               | -                  | -                  | -                  | -                  | -                  | -           | -           | -           | -           | -           | 24     | 7      | 4      | 13     | 29,17      | Eson        |
| Totale Colorado Rapids | Totale Colorado Rapids | Totale Colorado Rapids | 124+4      | 38+1       | 35         | 51+3       |                 | 8               | 4               | 0               | 4               |                    | -                  | -                  | -                  | -                  |             | -           | -           | -           | -           | 136    | 43     | 35     | 58     | 31,62      |             |
| 2021                   | Real Salt Lake         | MLS                    | 13+3       | 6+1        | 0+1        | 7+1        | -               | -               | -               | -               | -               | -                  | -                  | -                  | -                  | -                  | -           | -           | -           | -           | -           | 16     | 7      | 1      | 8      | 43,75      | Sub, 13°    |
| 2022                   | Real Salt Lake         | MLS                    | 34+1       | 12         | 11+1       | 11         | USOC            | 1               | 0               | 0               | 1               | -                  | -                  | -                  | -                  | -                  | LC          | 1           | 0           | 0           | 1           | 37     | 12     | 12     | 13     | 32,43      | 14°         |
| 2023                   | Real Salt Lake         | MLS                    | 34+3       | 14         | 8+2        | 12+1       | USOC            | 5               | 4               | 0               | 1               | -                  | -                  | -                  | -                  | -                  | LC          | 4           | 2           | 0           | 2           | 46     | 20     | 10     | 16     | 43,48      | 11°         |
| 2024                   | Real Salt Lake         | MLS                    | 34+2       | 16         | 11+2       | 7          | USOC            | 1               | 0               | 0               | 1               | -                  | -                  | -                  | -                  | -                  | LC          | 2           | 1           | 0           | 1           | 39     | 17     | 13     | 9      | 43,59      | 6°          |
| 2025                   | Real Salt Lake         | MLS                    | 12         | 4          | 1          | 7          | -               | -               | -               | -               | -               | CCC                | 2                  | 0                  | 1                  | 1                  | LC          | 0           | 0           | 0           | 0           | 14     | 4      | 2      | 8      | 28,57      |             |
| Totale Real Salt Lake  | Totale Real Salt Lake  | Totale Real Salt Lake  | 127+9      | 52+1       | 31+6       | 44+2       |                 | 7               | 4               | 0               | 3               |                    | 2                  | 0                  | 1                  | 1                  |             | 7           | 3           | 0           | 4           | 152    | 60     | 38     | 54     | 39,47      |             |
| Totale carriera        | Totale carriera        | Totale carriera        | 264        | 92         | 72         | 100        |                 | 15              | 8               | 0               | 7               |                    | 2                  | 0                  | 1                  | 1                  |             | 7           | 3           | 0           | 4           | 288    | 103    | 73     | 112    | 35,76      |             |

## Palmarès

### Club

#### Competizioni nazionali
- MLS Supporters' Shield: 1

Miami Fusion: 2001
- Campionato MLS: 1

Colorado Rapids: 2010

### Nazionale
- Gold Cup: 3

2002, 2005, 2007

### Individuale
- MLS Best XI: 1

2001